# Urna romana
La urna romana era un atuell que tenia una finalitat d'enmagatzament, electoral o religiós.
La que tenia finalitat electoral servia per contenir els noms dels jutges que cada pretor romà designava per portar les causes judicials.
També en una urna es posaven les cendres dels difunts (urna cinerària). Aquestes urnes s'acostumaven a fer de marbre, pòrfir, pedra o argila treballada, bronze, i fins i tot vidre; n'hi havia de totes maneres i mesures, algunes de molt senzilles i altres amb escultures en relleu i diversos ornaments.
Una urna servia per emmagatzemar-hi coses, principalment aigua però també altres elements líquids o sòlids, i va donar nom a una mesura romana de volum que es descriu a urna (mesura).